# Alexander Fishbein
Alexander Fishbein (russisch Александр Григорьевич Фишбейн, Transkription Alexander Grigorjewitsch Fischbein; * 8. Mai 1968 in Leningrad, Sowjetunion) ist ein US-amerikanischer Schachmeister.
Der aus der Sowjetunion stammende Fishbein erlernte das Schach im Alter von vier Jahren. Er wurde trainiert in der Schachsektion des Leningrader Pionierpalastes, bevor er als Elfjähriger mit seiner Familie in die USA zog. Besonders in den frühen 1990er Jahren nahm er an vielen Turnieren teil und konnte in Chicago und Stavanger gewinnen. 1988 erhielt er den Titel Internationaler Meister, 1992 wurde er Großmeister. 2006 wurde er Achter der US-Meisterschaft, was nach vier Teilnahmen sein bestes Ergebnis darstellt.
Seine Elo-Zahl beträgt 2466 (Juni 2017), seine höchste Elo-Zahl erreichte er im Jahre 1995 mit 2550.
In der United States Chess League spielte er 2011 und 2013 für die New Jersey Knockouts.

## Werke
- Alex Fishbein: King and Pawn Endings. American Chess Promotions, 1993, ISBN 0-939298-39-2.
- Paul Hodges, Alex Fishbein: The Center Counter! Hagerstown, Md: R & D Pub, 1994, ISBN 9781883358075.
- Alex Fishbein: Fischer! R & D Publishing, 1996, ISBN 1-883358-11-6.